# یکاترینا گنیدنکو
یکاترینا والریونا گنیدنکو (روسی: Екатерина Валерьевна Гниденко؛) دوچرخه سوار اهل روسیه است.
وی در مسابقات کشوری و بین‌المللی در مجموع برندهٔ ۱ مدال نقره شده‌است.